# Harold Carpenter Lumb Stocks
Harold Carpenter Lumb Stocks (Essendon, Hertfordshire, 21 d'octubre de 1884 - St. Asaph, 1956) fou un organista i compositor anglès.
estudià amb diversos professors particulars i el 1906 fou nomenat organista auxiliar de la Catedral d'Ely, el 1909 organista de la parròquia de Jeovil i director de la Societat Coral de la mateixa població; el 1911 desenvolupà els mateixos càrrecs a Ludlow, i des de 1917 fins a la seva mort el 1956 fou organista i director del cor de la Catedral de St. Asaph.
És autor de gran nombre de composicions religioses per a cor, orgue, etc., també se li deu algunes melodies vocals.